# Sporting Challenger 2006
Lo Sporting Challenger 2006 è stato un torneo di tennis facente parte della categoria ATP Challenger Series nell'ambito dell'ATP Challenger Series 2006. Il torneo si è giocato a Torino in Italia dal 29 maggio 2006 su campi in Terra rossa.

## Vincitori

### Singolare
Flavio Cipolla ha battuto in finale  Marcel Granollers con il punteggio di 6–3, 6–3

### Doppio
Marcel Granollers /  Marc López hanno battuto in finale  Leonardo Azzaro /  Flavio Cipolla con il punteggio di 6–4, 6–3